# Étienne Bouchaud
Pour les articles homonymes, voir Bouchaud.
Étienne Bouchaud, né le 15 février 1898 à Nantes et mort le 16 juin 1989 à Paris,, est un peintre et graveur français, membre de l'École d'Alger.

## Biographie
Fils d'Adolphe Bouchaud, propriétaire du château de La Bernardière (Saint-Herblain), et de Marie Geneviève d'Espinay, petit-fils de Léon Bouchaud, il naît à Nantes au no 3 place de la Petite-Hollande, au sein d'une famille d'artistes. D'une fratrie de dix, trois de ses frères, Pierre Bouchaud, Jean Bouchaud et Michel Bouchaud, seront aussi artistes peintres. Étienne Bouchaud grandit dans la vénération des peintres paysagistes Jean-Baptiste Camille Corot et Henri Harpignies avec lesquels son grand-père avait travaillé. Bachelier ès lettres en 1915, il fréquente l'atelier de Jean-Paul Laurens à l'Académie Julian en 1916, puis s'inscrit à l'Académie Ranson dans l'atelier de Maurice Denis, qui prend sur lui un grand ascendant. Il y restera jusqu’à son service militaire. Il fait la connaissance du futur peintre de la marine Jean Maxence à l'occasion d'un examen pour entrer à l'École des beaux-arts de Paris. 
Mobilisé dans l’artillerie à Vannes pour effectuer ses classes, Étienne Bouchaud est Brigadier à Troyes au sein du 28e d’artillerie. Il devient volontaire au Maroc en 1918, sous la protection du général Lyautey. En 1920, il parcourt le Maroc avec son frère Jean Bouchaud, habillés en indigènes. Il participe à la décoration du Palais du Maroc et à l'Exposition coloniale de 1922 à Marseille. Il rencontre Othon Friesz, effectue un voyage d'étude à Marrakech, et obtient le Prix Abd-el-Tif de 1925. Il fait partie de ce que l'on appellera  « la génération du Môle » à Alger où il peint les garçons du port et les quartiers réservés. Ami de  Jean Launois, il entreprend avec lui et Corneau un voyage dans le midi de la France et rejoint Albert Marquet à La Goulette. Sociétaire  au Salon d'automne, il y envoie régulièrement ses toiles, de même qu'au Salon des indépendants et au Salon des Tuileries.
Il est nommé chargé de mission en 1927 par le gouvernement du  protectorat français au Maroc, et part pour Alger en 1928, et y sera encore en 1933. Il travaille pour l'exposition d'Anvers, et occupe à Paris à cette époque l'atelier de Seurat. Il est appelé par le maréchal Lyautey pour créer deux dioramas pour les palais du Maroc et de l'Algérie à l'Exposition coloniale de 1931. En 1935, il est nommé pensionnaire de l'Institut français d'Amsterdam où il passe deux ans.
Étienne Bouchaud participe à l'exposition des « Artistes de ce temps » au Petit Palais à Paris en 1938. Il exécute une fresque dans l’église de Savenay (Loire-Atlantique).
Il effectue un voyage en Grèce et dans les Îles de la mer Égée en compagnie de Gabriel Audisio.
Il envoie des panneaux décoratifs à l’exposition de New York en 1939 avec son frère Jean, où ils présentent tous deux un panneau monumental sur L'Expansion française du XVIe au XVIIIe siècle. Il obtint le prix Charles Cottet en 1943. Il retourne en Algérie en 1947, en 1950 et dans les années suivantes (à Alger et Boghari notamment). En 1950, il fait un séjour chez le compositeur Léo Barbès à Alger.
À nouveau boursier du gouvernement de l'Algérie en 1955, il réside à Alger et à Boghari. Il peint Les Vendanges en Algérie en 1956 pour le Penthièvre II des Chargeurs de l'ouest. Tout comme Lucien-Victor Delpy, il est un des rares peintres de l'École d'Alger à concevoir des œuvres sur le thème de la guerre d'Algérie (Honneur aux harkis (1963), Boulogne-Billancourt, musée des Années Trente).
Nostalgique de l'Algérie et du monde méditerranéen, « il vit dans son œuvre l'amour de la nature et de l'humanité, avec humilité, dans une pure tradition naturaliste française ». Après 1962, il se tourne vers la gravure et devient membre de la Chalcographie du Louvre et fondateur de la Société de l'estampe. Il séjourne à Perpignan et sur la Costa Brava. Se consacrant de plus en plus à l’estampe, il participe à des expositions parmi les peintres graveurs français à la galerie Mansart de la Bibliothèque nationale à Paris (en 1964, 1965, 1966, 1967, et 1970). La Bibliothèque nationale possède soixante trois de ses gravures. 
Il rapporte à Paris des séries de tableaux et de gravures, exposés lors du Salon d'automne de 1969. Installé dans son atelier parisien de la rue Falguière, ses dernières années seront dédiées à des toiles plus intimes à la luminosité éclatante, le sens chromatique désormais atteint par les conséquences d’une cataracte, entrecoupé de fréquents séjours au Pouliguen en Loire-Atlantique. Il expose une dernière fois au Salon des peintres et graveurs français en 1979.
Mort à Paris, il est enterré au cimetière Miséricorde de Nantes.

## Collections publiques
- Musée national des beaux-arts d'Alger, Souvenir de l'ancien môle d'Alger, La Mandoline, Vue de Fès, Le Patio de la Villa Abd-el-Tif, Les Quais d'Alger, La Vasque de la Villa Abd-el-Tif, Environs de la Villa Abd-el-Tif, Le Ravin de la Femme Sauvage à Alger, Le Port de Marseille
- Oran, Musée National Zabana d'Oran
- Rabat, Musée Mohammed VI d’art moderne et contemporain
- Paris, Bibliothèque nationale de France
- Boulogne-Billancourt, musée des Années Trente
- Musée d'art moderne de la ville de Paris
- Paris, département des arts graphiques du musée du Louvre
- Paris, ministère de l'Éducation nationale
- Bucarest, Musée national d'Art de Roumanie (Fonds du musée Toma Stelian)

## Collections particulières référencées
- Les Joueurs de cartes, gouache, 49x63[14].

### Illustrations
- Georges Marçais, Villes et campagnes d'Algérie, vingt gravures
- Léon Lehuraux, Alger : Vue par les voyageurs, les écrivains et les peintres, Alger, OFALAC: Office Algérien d'action économique et touristique, 64 p., dix gravures

## Expositions
- Marseille, Exposition coloniale de 1922
- Alger, Villa Abd-el-Tif, 1926
- Paris, Société des peintres Orientalistes français, 1927, 1933, 1934, 1935, 1943
- Paris, galerie Druet, Anvers, 1928, 1933[15]
- Paris, Exposition coloniale de 1930
- Nantes, 1934
- Naples, mostra internazionale d'arte coloniale, 1934-1935
- Paris, galerie René Gas, 1949
- Paris, Galerie Charpentier , 1951, 1952
- Nantes, Galerie Mignon-Massart, 1959
- Versailles, Exposition du Cercle algérianiste, 1992
- « Peintres d'AFN d'hier et d'aujourd'hui », Paris, Maison des Rapatriés, 1994
- Nantes, Librairie-Galerie Bellanger, en décembre 2007

### Sources
- Élisabeth Cazenave, La villa Abd-el-Tif : un demi-siècle de vie artistique en Algérie, 1907-1962, Paris, Association Abd-el-Tif, 1998 (réimpr. 2002), 319 p. (ISBN 2-9509861-1-0)
- Odette Goinard, d'après Anne Heim, Biographie Etienne Bouchaud, « Mémoire Plurielle », dans Les Cahiers d'Afrique du Nord, no 16, Supplément au no 53, 2007.
- Élisabeth Cazenave, Brigitte Bouret, Albert Marquet et ses amis en Algérie: artistes et mécènes, 1920-1947, Ville de Saint-Raphaël, 2008.
- Pierre Sanchez et Stéphane Richemond, Société des peintres orientalistes français : répertoire des exposants et liste de leurs œuvres (1889-1943). Histoire de la Société des peintres orientalistes français de Stéphane Richemond, Dijon, Echelle de Jacob Editions, 2008, 389 p. (ISBN 978-2-913224-73-5)
- Éric Lhommeau et Karen Roberts, Les Artistes dans les cimetières nantais, Nantes, Le Veilleur de nuit, 2013, 91 p. (ISBN 979-10-90603-03-5).